# Hydrodytinae
Hydrodytinae (лат.) — подсемейство жуков-плавунцов.

## Описание
Мелкие жуки длиной до 4 мм. Щиток виден. Лапки передних и средних ног пятичлениковые как у самок так и у самцов. У некоторых видов самцы не найдены.

## Распространение
Представители подсемейства распространены в Южной Америке и Флориде.

## Классификация
Включает четыре вида в двух родах:
- Hydrodytes (3 вида)
  - Hydrodytes inaciculatus (Guignot, 1957)
  - Hydrodytes dodgei (Young, 1989)
  - Hydrodytes opalinus (Zimmermann, 1921)
  - Hydrodytes cf. opalinus BMNH
  - Hydrodytes cf. opalinus MB313
- Microhydrodytes (1 вид)
  - Microhydrodytes elachistus Miller, 2002